# Montigny-Saint-Barthélemy
Montigny-Saint-Barthélemy é uma comuna francesa na região administrativa da Borgonha-Franco-Condado, no departamento de Côte-d'Or. Estende-se por uma área de 6,42 km². Em 2010 a comuna tinha 91 habitantes (densidade: 14,2 hab./km²).